# Марчук, Иван Иванович
Ива́н Ива́нович Марчу́к (1922 — 1986) — советский дипломат, чрезвычайный и полномочный посол.

## Биография
Член ВКП(б). Кандидат исторических наук. На дипломатической работе с 1947 года.
- В 1947—1950 годах — сотрудник центрального аппарата МИД СССР.
- В 1950—1953 годах — сотрудник Посольства СССР в Финляндии.
- В 1953—1954 годах — сотрудник центрального аппарата МИД СССР.
- В 1954—1958 годах — сотрудник Посольства СССР в Греции.
- В 1958—1959 годах — на ответственной работе в центральном аппарате МИД СССР.
- В 1959—1962 годах — советник Посольства СССР в Гвинее.
- В 1962—1964 годах — заместитель заведующего Отделом печати МИД СССР.
- С 10 июля 1964 по 1 июля 1967 года — чрезвычайный и полномочный посол СССР в Бурунди[2].
- В 1967—1970 годах — на ответственной работе в центральном аппарате МИД СССР.
- С 12 мая 1970 по 4 февраля 1975 года — чрезвычайный и полномочный посол СССР в Эквадоре[3].
- В 1975—1977 годах — сотрудник центрального аппарата МИД СССР.
- С 24 ноября 1977 по 24 сентября 1979 года — чрезвычайный и полномочный посол СССР в Чаде[4].
- С 24 сентября 1979 по 27 мая 1984 года — чрезвычайный и полномочный посол СССР в Заире[5].
- В 1984—1986 годах — на ответственной работе в центральном аппарате МИД СССР.